# Варанаси
Варана́си (англ. Varanasi, санскр. वरणासी, IAST: varaṇāsī или санскр. वाराणसी, IAST: vārāṇasī МФА: [ʋaːɾaːɳəsiː]о файле); Бена́рес (англ. Benares [bə.naː.rəs]) или Банарас (англ. Banaras, хинди बनारस, урду بنارس‎, Banāras МФА: [bənɑːɾəs]о файле) или Каши (англ. Kashi, хинди काशी, урду کاشی‎, Kāśī МФА: [kaː.ʃiː]о файле) — главный город одноимённой области в северо-восточной Индии (штат Уттар-Прадеш), город, имеющий для индусов такое же значение, как Рим для католиков (ЭСБЕ называет его: «Рим индусов»), средоточие брахманской учёности. 
Считается священным городом для буддистов и джайнистов, наиболее почитаемым местом индуизма в мире (как центр Земли в индуистской космологии). Один из старейших городов мира и, возможно, старейший в Индии. Известен своей вегетарианской кухней .

## Происхождение названия
Название города Варанаси, вероятнее всего, происходит от названий двух рек Варуна (по имени древнего божества воды Варуны) и Асси, так как Варуна вливается в Ганг севернее, а Асси — южнее города. Согласно иному мнению, река Варуна первоначально называлась Варанаси, что и дало имя городу. Последнее редко учитывается историками, хотя некоторые старинные тексты делают эту гипотезу весьма вероятной.
Среди исторических названий Варанаси также встречаются Авимуктака, Анандаканана, Махасмасана, Сурандхана, Брахма Вардха, Сударшана, Рамья и Каши.
В Ригведе город упоминается как Каси или Каши, «Сияющий» как аллюзия на исторический статус города как центра наук, литературы и культуры. Кашиханда описывает славу города в 15 000 стихах Сканда-пураны. В одном из стихов бог Шива говорит:

## Географические сведения

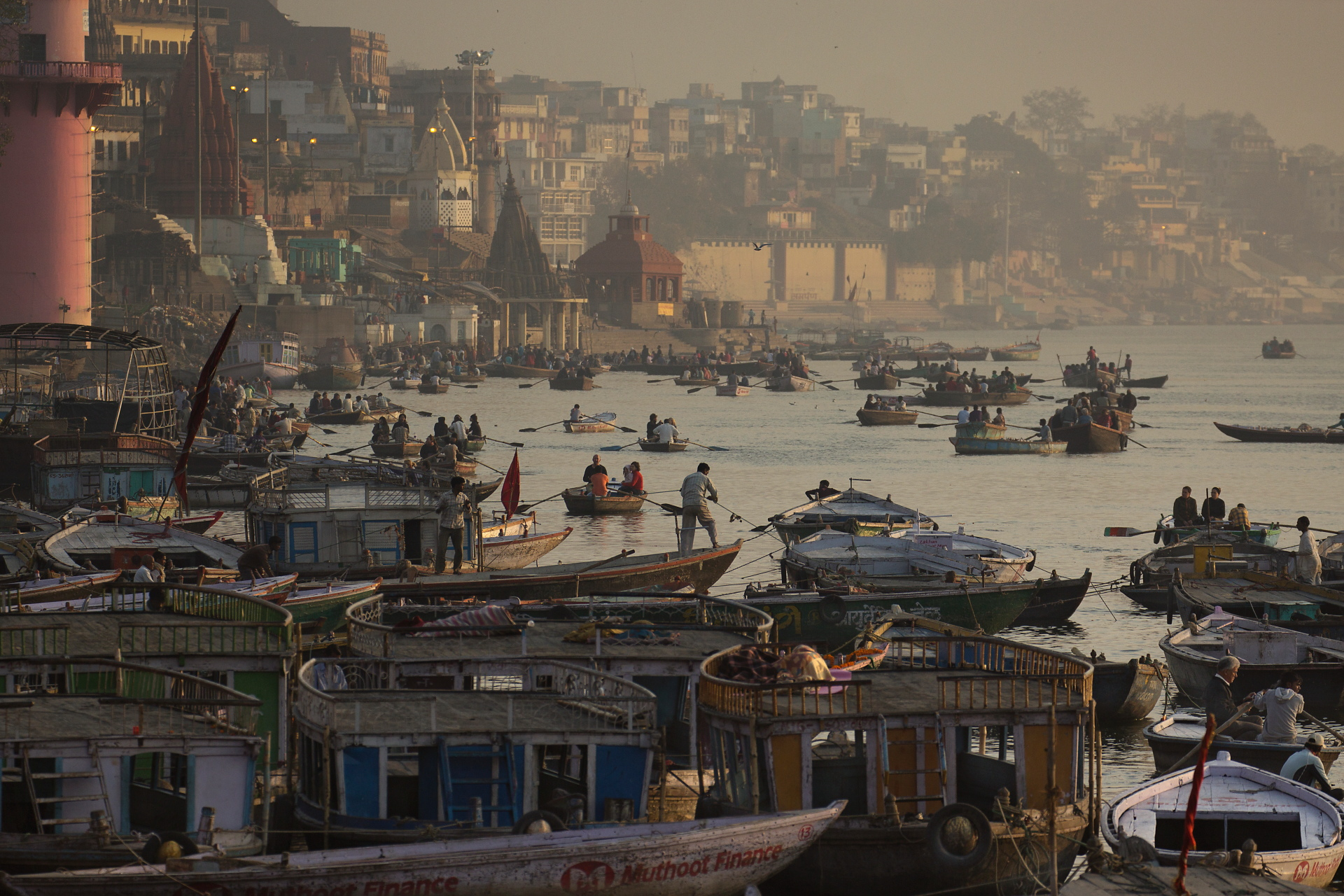
Лодки у берегов Варанаси

Город расположен в центре долины Ганга в Северной Индии на её серпообразных отмелях. Это южная часть штата Уттар-Прадеш. Варанаси является центром одноимённого округа. «Городская агломерация Варанаси» объединяет семь субъединиц общей площадью 112.26 км2. Вся агломерация простирается от 25°14′ с. ш. 82°56′ в. д. до 25°23,50′ с. ш. 83°03′ в. д.. Земля в округе очень плодородна, благодаря низкому уровню грунтов и частым разливам Ганга в Индо-Гангской равнине.
Варанаси расположен в наивысшей точке между Гангом и Варуной со средней высотой около 80 м. Вследствие отсутствия притоков и каналов местность достаточно суха, что в прошлом должно было быть удобным для образования поселений. Однако современное расположение города несколько отличается от указанного в некоторых древних текстах.
Расстояние между слияниями Ганга с Варуной с одной стороны и Ганга с Асси с другой, где и расположен Варанаси, составляет 4 км. Берег Ганги входит в маршрут многих паломничеств-ятр, совершаемых индуистами.

### Климат
В Варанаси влажный субтропический климат со значительным различием между летней и зимней температурой. Лето длинное, с раннего апреля по октябрь с муссонами и очень жаркое, как в Южной Азии (температура колеблется от 32 до 46 °C). Зимы длинные, с сильными суточными вариациями (тёплые дни и холодные ночи). Благодаря волнам холодного воздуха с Гималаев температура с декабря по февраль часто бывает ниже 5 °C. Зимой часты туманы, а летом — ветры под названием Лу.
Из-за загрязнения воды, благодаря плотинам выше по течению и повышению температуры, уровень Ганга несколько снизился и по центру течения появляются новые островки.
| Показатель                    | Янв. | Фев. | Март | Апр. | Май  | Июнь  | Июль  | Авг.  | Сен.  | Окт. | Нояб. | Дек. | Год    |
| ----------------------------- | ---- | ---- | ---- | ---- | ---- | ----- | ----- | ----- | ----- | ---- | ----- | ---- | ------ |
| Средний суточный максимум, °C | 19,4 | 24,4 | 30,6 | 36,7 | 37,8 | 36,1  | 32,2  | 31,1  | 31,1  | 30,6 | 27,2  | 21,7 | 29,9   |
| Средний суточный минимум, °C  | 8,3  | 12,2 | 16,7 | 22,2 | 25   | 26,7  | 25,6  | 25,6  | 24,4  | 21,1 | 15,0  | 10,6 | 19,4   |
| Норма осадков, мм             | 19,3 | 13,5 | 10,4 | 5,4  | 9,0  | 100,0 | 320,6 | 260,4 | 231,6 | 38,3 | 12,9  | 4,0  | 1025,4 |
| Источник:                     |      |      |      |      |      |       |       |       |       |      |       |      |        |

## История

### Древняя история
Согласно легендам, город был основан богом Шивой около 5000 лет назад и поэтому Варанаси является одним из наиболее важных мест паломничества в Индии. Варанаси входит в семёрку священных городов индуизма. Много индуистских писаний, таких как Ригведа, Сканда-пурана, Рамаяна и Махабхарата упоминают его.
Считается, что возраст Варанаси составляет около 3000 лет. Город был важным коммерческим и индустриальным центром благодаря производству муслина и шёлка, парфюмерии, изделий из слоновой кости и скульптуры. Во времена Гаутамы Будды (родился около 567 года до н. э.) Варанаси был столицей царства Каши. Выдающийся китайский путешественник Сюаньцзан описывал его как центр религиозной, образовательной и художественной деятельности, отмечая, что город простирался более чем на 51 км вдоль западного берега Ганга.

### Каши Нареш и Раманагар
В первой трети XVIII века Бенарес (Варанаси) стал столицей воссозданного самостоятельного царства Каши, правители которого, происходившие из брахманской династии Нараян, принимали титул Каши Нареш и провозглашали себя махараджами. В качестве резиденции первым раджой Балвантом Сингхом в XVIII столетии был построен форт Раманагар. Форт расположился на востоке от Варанаси на противоположном береге Ганги, он выстроен из кремового песчаника в могольском стиле с резными балконами, открытыми внутренними двориками и живописными павильонами. Ещё одной резиденцией Каши Нареша был дворец Чет Сингх возле Шивала Гхата, построенный махараджей Чет Сингхом.

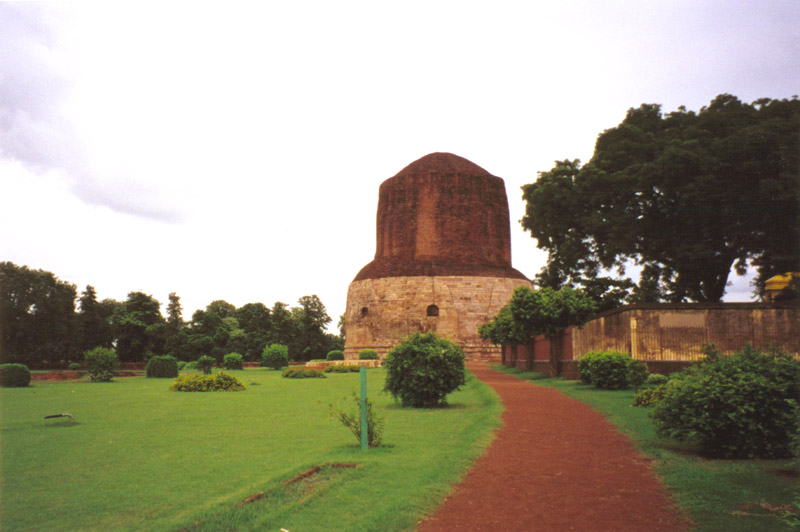
Ступа Дхамек близ Варанаси (VI в. н. э.)

Царство Каши поначалу состояло в вассальных отношениях с Аудом, но в 1775 г. перешло под протекторат Британской Ост-Индской компании. В 1910 году был образован новый индийский штат со штаб-квартирой в Раманагаре, но без юрисдикции над городом Варанаси. Каши Нареш, по традиции считающийся главой Бенареса, по-прежнему занимал форт Раманагар.
В настоящее время часть форта Раманагар отдана музею истории махараджей Бенареса и открыта для публики. Форт соединён с Варанаси понтонным мостом. На его территории расположен почитаемый храм Вьясы, мифического автора Вед, Пуран, а также автора и одного из главных персонажей Махабхараты.

### События 1857 года
Во время восстания сипаев в городе произошла резня, учинённая британскими военными, во время которой погибло много солдат-индусов и жителей города.

## Религиозная жизнь
В индуизме Варанаси признаётся как одно из главных мест почитания Шивы и Ганги. Город является также священным для буддистов (в Бенаресе и расположенном неподалёку от него Сарнатхе Будда Шакьямуни начал проповедь своего учения) и джайнов. Ввиду наличия крупной мусульманской общины (до трети населения), большое значение в городе имеет ислам.

### Гхаты

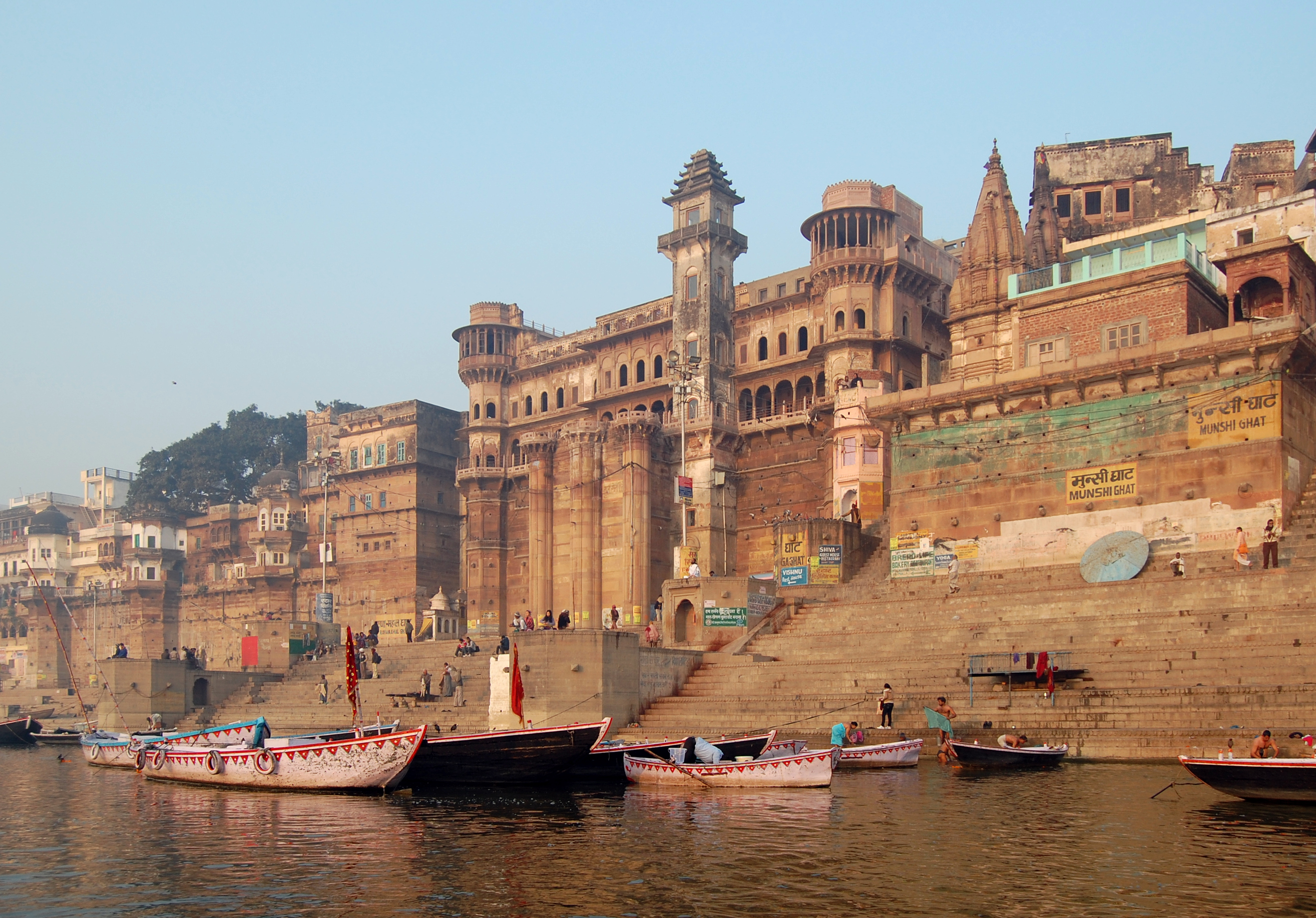
Гхаты Варанаси, слева направо: гхат Рана-Махал, гхат Дарбханга и огромный дворец Дарбханга над ним, гхат Мунши; вид с Ганги.

Основная религиозная активность в Варанаси связана с набережными вдоль левого (западного) берега реки Ганга — гхатами. Всего насчитывается 84 гхата, наиболее важными в религиозном плане являются (перечислены в порядке расположения с юга на север):
- Асси
- Кедар
- Дасашвамедх
- Маникарника
- Панчаганга

Наиболее распространённым религиозным ритуалом для индуистов является омовение в водах священной реки. Ежедневно эту церемонию осуществляют десятки тысяч людей, бо́льшая часть которых — паломники со всей Индии и Непала.
На Дасашвамедх-гхате, соседних с ним гхатах, а также на Асси-гхате, ежевечерне проводится Ганга Аарти (Огненная пуджа) — церемония жертвоприношения божеству реки Ганга, выполняемая несколькими специально подготовленными браминами.
На Маникарника-гхате расположена одна из двух площадок для кремации. Утверждают, что огонь на этом месте не потухает на протяжении многих тысячелетий. Вторая площадка расположена на Харишчандра-гхате. С древних времен многие паломники прибывают в Варанаси, чтобы умереть там, или привозят покойных родственников из других регионов, чтобы совершить обряды Антьешти. Согласно некоторым сведениям, по сей день бывают случаи сати. Помимо кремации существует практика пускать тела умерших по реке без сожжения. Шокирующие погребальные обряды привлекают огромное количество туристов со всего света.

### Индуистские храмы
В течение столетий в Варанаси возводились тысячи индуистских храмов — мандиров, больших и малых. Древние постройки практически не сохранились из-за частых атак мусульманских армий и причинённых ими разрушений.
Самым знаменитым является храм Каши Вишванатх («Золотой храм») в городском районе Годолия, посвящённый Шиве. Название означает «Господин Вселенной» на санскрите, это один из эпитетов Шивы. Нынешний храм был возведён в 1785 году махарани Индора Ахильябай Холкар. Кровля мандира в 1835 году была покрыта 820 кг чистого золота, которое пожертвовал сикхский правитель Пенджаба махараджа Ранджит Сингх.
Рядом с Вишванатх-мандиром находится храм Аннапурны, построенный в 1725 году маратхским военачальником пешвой Баджи-рао I. Существует поверье, что тот, кто поклоняется этой богине, никогда не останется голодным.
Из старинных храмов также известен храм Дургакунд, или «Обезьяний храм», посвящённый Дурге (XVIII в.). Он выделяется красным цветом стен, который соответствует изображению богини, якобы самопроявившемуся в этом храме.
На Лалита-гхате, находящемся под покровительством королевской семьи Непала, расположен единственный в Варанаси деревянный храм в непальском стиле по образцу храма Пашупатинатх в Катманду. Древесина ценных пород для его строительства была привезена из Непала.

### Мечети
В конце XVII в. Варанаси был практически полностью разрушен могольским падишахом Аурангзебом, который распорядился выстроить на руинах индуистских храмов мечети. Так появились Гаянвапи-масджид на месте прежнего Вишванатх-мандира в Годолии и Аламгир-масджид (мечеть Аурангзеба) на месте Биндумадхав-мандира. Последняя, имея два минарета высотой около 70 м, доминировала над береговой линией Ганги на Панчаганга-гхате. В середине XX в. минареты получили повреждения в результате землетрясения, один из них обрушился, другой был разобран из соображений безопасности.

### Буддизм
Пригород Варанаси, Сарнатх, является местом, где Будда Шакьямуни, по преданию, прочёл свою первую после просветления проповедь, Бенаресская проповедь, — «повернул Колесо учения». Здесь располагаются буддийские святыни — ступа Дхамек, руины храмов, построенных при императоре Ашоке. Сарнатх является местом паломничества буддистов со всего мира, здесь отстроены многочисленные храмы и монастыри разных национальных школ буддизма.

### Христианство
Христианские храмы и миссии располагаются в основном в кантонменте Варанаси, где ранее размещались колониальные власти и было сильно европейское присутствие.

### Религиозное паломничество
По Варанаси и его окрестностям пролегает несколько маршрутов массового религиозного паломничества, в индуистской традиции называемых ятрами. Правила такого паломничества предписывают ходьбу пешком, соблюдение молчания. Пилигримы не пользуются зонтами для защиты от зноя или осадков, они должны принимать пищу только один раз в день, воздерживаться от употребления одурманивающих веществ.

#### Панчкроши ятра
Это наиболее значимая и трудная ятра. Считается, что сам Шива дважды в год выполнял эту практику. Это пятидневный маршрут протяжённостью 80 км по пыльным тропам, через поля и деревни. На этом маршруте необходимо посетить не менее 108 храмов.
Паломничество начинается молебном в храме Вишванатх, начальной точкой является Маникарника-гхат. Частью этой ятры является участие в похоронных обрядах и подаяние брахманам. В течение следующих четырёх дней пилигримы посещают предписанные храмы. В последний день они достигают Панчаганга-гхата и осуществляют омовение в реке. Затем идут по направлению к Маникарнике, совершая омовения и молясь в храмах, расположенных на гхатах, и в Вишванатх-мандире. Паломничество завершается в Сакши Винаяк мандире, где бог Ганеша призывается в свидетели о выполнении Панчкроши ятры.

#### Панчтиртхи ятра
Эта ятра наиболее популярна, потому что её можно выполнить в течение одного дня. Паломничество начинается от Асси-гхата и продолжается вдоль берега. По пути верующие совершают омовения, на Дасашвамедх-гхате молятся в храмах Дасашвамедхесвар и Шитала Мата. Затем путь продолжается по берегу реки до Ади Кешав-гхата, откуда обратный маршрут до Панчаганга-гхата пролегает через город. Последним на пути является Маникарника-гхат. Пилигримы завершают ятру посещением храмов Вишванатх, Аннапурна и колодца Гаянвапи.

## Городская жизнь

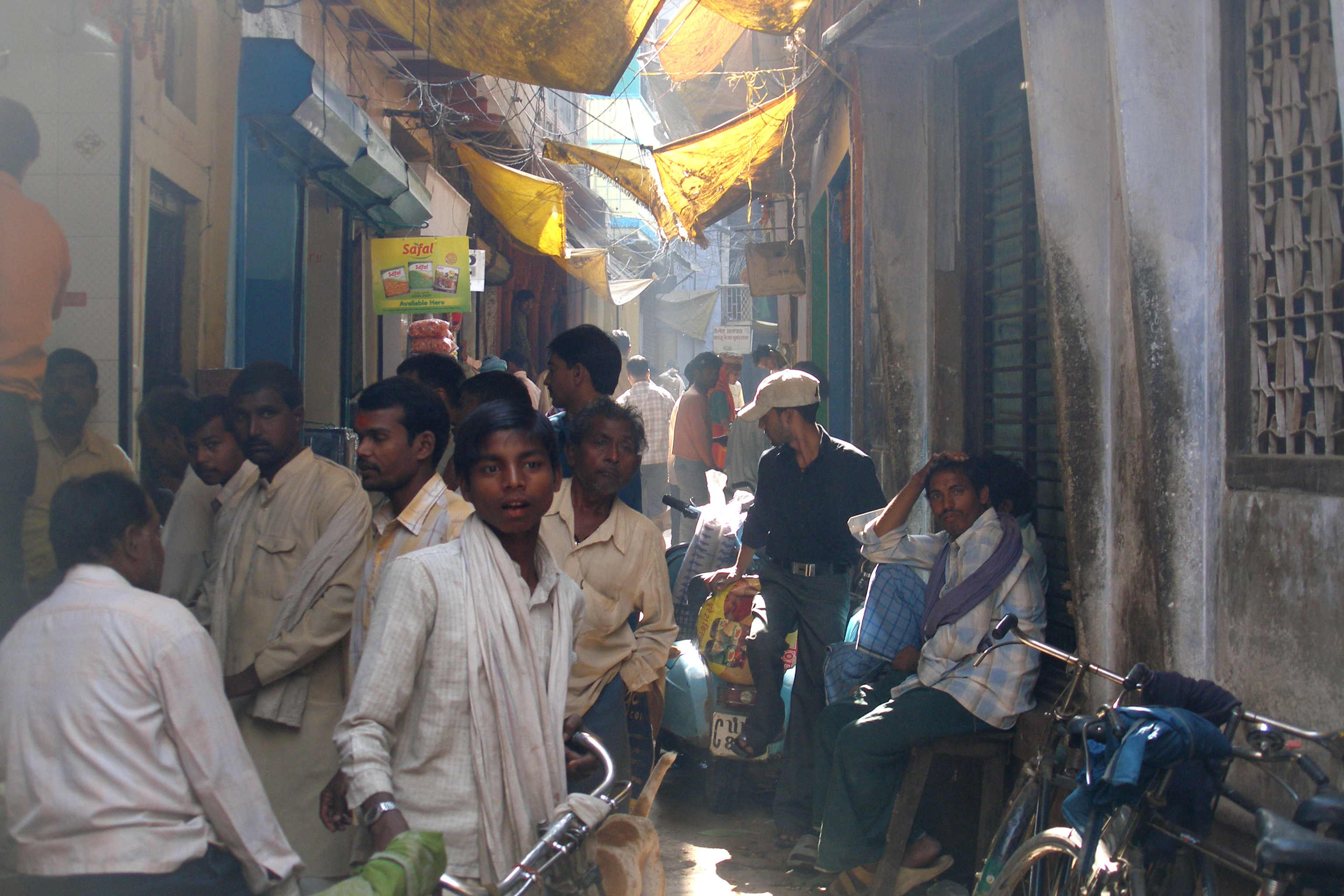
Улицы старого города

Типичными в городской застройке Варанаси являются узкие улочки и переулки, называемые гали. Часто они настолько узкие, что по ним можно перемещаться только пешком или на мототранспорте. Гали формируют плотно населённые кварталы, которые называются мохалла.
Многие гали и мохаллы специализированы. В них размещаются базары, предназначенные для продажи определённых товаров: ювелирных изделий, шёлка, бытовой техники, посуды и скобяных изделий, молочных продуктов, мебели и т. д. Часто такая специализация отражается в названиях кварталов: Качаури Гали (уличная еда), Хоа Гали (молочные продукты), Дал Манди, Татери Базар (бронзовые и медные изделия), Сатти Базар (продажа шёлка).
Названия некоторых кварталов восходят к проживающим в них общинам. Например, пенджабцы проживают в Лахори Тола, синдхи и гуджаратцы — в Сонии, выходцы из Южной Индии и Непала — в Чаухамбха, афганцы — в Бинья Багх. Бенгальцы на протяжении столетий селились в Бенгали Тола и переулках у Кедар гхата, а мусульмане живут в Маданпуре и Джалалипуре.
В некоторых названиях запечатлены имена известных людей: например, Даранагар назван в честь любимого сына Шах-Джахана, Дара Шикоха, который был губернатором провинции в 1660-х годах. В Навабгандже провёл свои последние годы Ваджид Али Шах (1822—1887), удалённый англичанами с трона набоб Ауда.
Есть районы, перенявшие названия рек, прудов и колодцев: Рамкунд, Дургакунд, Мансаровар.

## Экономика и традиционные ремёсла

### Бенаресский шёлк
В Индии шёлковое сари из Варанаси является символом красоты, «бенаресский шёлк» считается одним из лучших в Индии. Традиционно ткачеством занимаются мусульмане, а продажами — индусы.
Шёлковая пряжа (кора) поступает сюда из южного штата Карнатака. В Варанаси её особым образом обрабатывают, чтобы сделать как можно более мягкой: кипятят, скручивают, полируют воском, обрабатывают крахмальной мукой ритха. Затем из обработанной пряжи ткут полотно катан.
Из бенаресских тканей наиболее знаменита тяжёлая парча ямдани, в которую добавляют зари — золотую или серебряную нить. Ныне такая ткань делается только по особому заказу; чаще используется синтетическая зари.
Известна также набивная шёлковая ткань танчой. Из орнаментов, используемых при её изготовлении, популярны изначально бенгальский балучар (в который бенаресские умельцы также вплетают зари) и валкалам.
Узорчатые мотивы, которые часто используются в бенаресских сари, называются гулдаста (букет), амби (манго), латифа (цветы), бел-бута (лианы и почки), бадал ме пхул (бутоны в облаках).
Производство шёлка концентрируется в районах Алайпура, Маданпура и Лаллапура. Многие ткачи работают на дому.
Точки оптовой продажи шёлка, сатти, расположены на рынках в Голдхаре и Кундж Гали.

## Образование
Варанаси традиционно является важным образовательным центром Индии. В настоящее время в этом городе располагаются Санскритский университет Сампурнананд (основан в 1791 г.) и Бенаресский индуистский университет (основан в 1916 г.). В пригороде Варанаси, Сарнатхе, расположен Центральный институт высших тибетологических исследований (в 2009-2018 гг. — Центральный университет тибетологических исследований), единственное в Индии высшее учебное заведение с государственной аккредитацией и финансированием, ведущее преподавание на тибетском языке. Институт был основан в 1967 г. по инициативе Джавахарлала Неру и Далай-ламы XIV.

## Кухня
Варанаси известен широким распространением вегетарианства. Не только домашнее, но и общественное питание в городе вегетарианское. Мяса здесь практически не едят.

## Известные жители
- Димитриос Галанос — греческий индолог, писатель и философ, жил в Варанаси с 1786 г. до своей смерти в 1833 г.
- Тулсидас (1552—1623) — индийский поэт, автор эпоса Рамачаритаманаса, представитель движения бхакти, которое в XV—XVI в. выступало с протестом против брахманской ортодоксии.
- Кабир (1440—1518) — поэт, мыслитель, один из выдающихся представителей движения бхакти.
- Джеймс Баллантайн — шотландский ориенталист, с 1841 по 1861 был директором королевского колледжа в Варанаси.